# Francisco Beltrán de Caycedo
Francisco Beltrán de Caycedo y Corcuera, conocido como “El Viejo” (Berantevilla, 13 de enero de 1544- Santafe, 1579), fue un conquistador, poblador, alcalde y encomendero  español.
Fue encomendero de Remedios, de Santafe de Punchina y Suesca en la hoy Colombia.

## Biografía
Hijo de Hernán Pérez de Ocio y de María Ramírez Beltrán de Corchera. Adoptó el apellido Beltrán de Caicedo “de ilustre prosapia”, para disfrutar del mayorazgo fundado por su tío el presbítero Juan Beltrán de Caicedo. hizo parte de una familia noble española, en 1564 decide embarcarse hacia América, llegando con el primer Presidente, Gobernador y Capitán General del Nuevo Reino de Granada, Andrés Díaz Venero de Leyva.
No perteneció a ninguna order militar pero a pesar de esto aparece retratado con una armadura que lo cataloga como un combatiente y conquistador.
Bajo el mando del Capitán Francisco de Ospina, conquistó con otros cuarenta españoles y fundó  la ciudad de los Remedios el domingo 15 de diciembre de 1560. A lo largo de la conquista y la exploración se volvió muy rico.
En 1568 fue alcalde de los Remedios. Se estableció después en Santafé, donde desempeñó varios cargos. Obtuvo la encomienda de Suesca, en cuyas inmediaciones construyó una hacienda, que más adelante tomó el nombre de “Achuri Viejo” casona que conservan sus descendientes. Se casó hacia 1570 con María Pardo de las Mariñas, que había llegado de España en 1565.
Murió en Santafé en 1579 a consecuencia de la caída de un caballo.